# Hajigakpasset
Hajigakpasset är ett bergspass i Afghanistan. Det ligger i provinsen Wardak, i den centrala delen av landet, 100 kilometer väster om huvudstaden Kabul.